# Hesped
L’éloge funèbre (hébreu : הספד hesped) est, dans le judaïsme, une obligation religieuse, quel que soit le mérite du défunt. Il s'en justifie par la succession des intitulés des sections hebdomadaires à la fin du Lévitique (Aharei Mot, Kedoshim, Emor, qu'on peut lire comme une phrase : « après la mort, tu diras des paroles saintes »)
Les Sages insistent également sur l'importance de louer les personnes grandes en actes ou en érudition.
D'après la Loi juive, on ne prononcera pas d'éloge pour une personne l'ayant expressément refusé, ni si son enterrement tombe un Shabbat ou lors d'une fête, ou lors du mois de Nissan.

## L'éloge funèbre dans les sources juives

### Dans la Bible hébraïque
L'éloge funèbre (Héb. Hesped) est une tradition déjà connue dans la Bible, puisqu'Abraham, à la mort de Sarah, « vint pour faire l'éloge funèbre de Sarah et la pleurer » (Gen. 23:12; traduit par « vint pour mener deuil sur Sara et pour la pleurer » dans la version Louis Segond 1910).
De même, lorsque Jacob meurt (Gen. 50:10-11), « ils firent entendre de grandes et profondes oraisons (traduit « lamentations ») ; et Joseph fit en l'honneur de son père un deuil de sept jours. Les habitants du pays, les Cananéens, furent témoins de ce deuil dans l'aire d'Athad, et ils dirent : Voilà un grand deuil parmi les Égyptiens ! C'est pourquoi l'on a donné le nom d'Abel Mitsraïm à cette aire qui est au-delà du Jourdain. » 
Le Roi David a donné ses lettres de noblesse à l'oraison funéraire avec ses élégies à Saül et Jonathan, à Absalom, à Abner…